# Campylocentrum amazonicum
Campylocentrum amazonicum  é uma espécie de orquídea, família Orchidaceae, originária do norte e nordeste do Brasil. Trata-se de planta epífita, monopodial, com caule e folhas rudimentares, cujas inflorescências brotam diretamente de um nódulo na base de suas raízes aéreas. As flores são minúsculas, de sépalas e pétalas livres, e nectário na parte de trás do labelo. Pertence ao grupo de espécies de Campylocentrum que não têm folhas nem caules aparentes.

## Publicação e histórico
- Campylocentrum amazonicum Cogn. in C.F.P.von Martius & auct. suc. (eds.), Fl. Bras. 3(6): 521 (1906).

Congniaux publicou esta espécie em 1906, ao descrever uma planta encontrada no alto Juruá, Amazônas. A planta floresceu no mês de novembro. Distingue-se das outras espécies deste grupo por apresentar flores mais brancas, de segmentos menos abertos; com as sépalas muito mais compridas que as pétalas; e inflorescências mais curtas, com flores mais ou menos dísticas. No Brasil, esta espécie existe nos estados do Maranhão, Pará e Amazonas.